# Asten, Țările de Jos
Asten este o comună în provincia Brabantul de Nord, Țările de Jos.

## Localități
Asten, Heusden, Ommel